# Twice Into the Light
Twice Into the Light è un cortometraggio muto del 1915 diretto da Arthur Berthelet.

## Produzione
Il film fu prodotto dalla Essanay Film Manufacturing Company.

## Distribuzione
Distribuito dalla General Film Company, il film - un cortometraggio in tre bobine - uscì nelle sale cinematografiche USA l'8 novembre 1915.